# 巴彦珠尔赫区
巴彦珠尔赫区，是蒙古国乌兰巴托市辖区。

## 简介
巴彦珠尔赫区是乌兰巴托市的区（дүүргүүд）之一，位于乌兰巴托市东部。因当地的巴彦珠尔赫山（Баянзүрх уул）而得名。清代为库伦买卖城，即商业区。1992年设立。起初下辖18个分区（хороодод），后改为20个分区。
1992年时约有23400户居民。2008年人口221565人，面积1244.1平方公里2010年人口274566人。2011年人口283289人。